# Kris Tomasson
Kris Tomasson (* 1967 in New York) ist ein US-amerikanischer Industriedesigner. Er ist Chefdesigner bei Nio.

## Leben
Kris Tomasson ist Sohn von Marlene und Helgi Tómasson. Er studierte am Art Center College of Design in Pasadena, Kalifornien, Transportdesign und schloss sein Studium als Bachelor of Science (BS) mit Auszeichnungen ab.
Nach dem Studium arbeitete er als Designer in verschiedenen Unternehmen, von 1992 bis 1998 das erste Mal für BMW, danach als Design Director Innovation der Arnell Group, für die Coca-Cola Company (Global Design Director), Gulfstream Aerospace, Ford und von April 2014 bis Mai 2015 wieder für BMW, wo er für das Karosserie-Design der i-Modelle zuständig war. Im Juni 2015 wechselte er von BMW zu dem chinesischen Start-up-Unternehmen Next EV (Nio). Nio hat sich auf die Entwicklung und Produktion von Elektroautos konzentriert. Der Firmensitz von Nio ist Shanghai, die Software kommt aus dem Silicon-Valley in Kalifornien und das Kreativzentrum befindet sich in München/Bogenhausen, produziert wird in China. Kris Tomasson ist Vice President Design des Münchner Entwicklungsstudios von NIO und verantwortlich für das Design von ET7, ET5, ES6, EC6, Firefly.

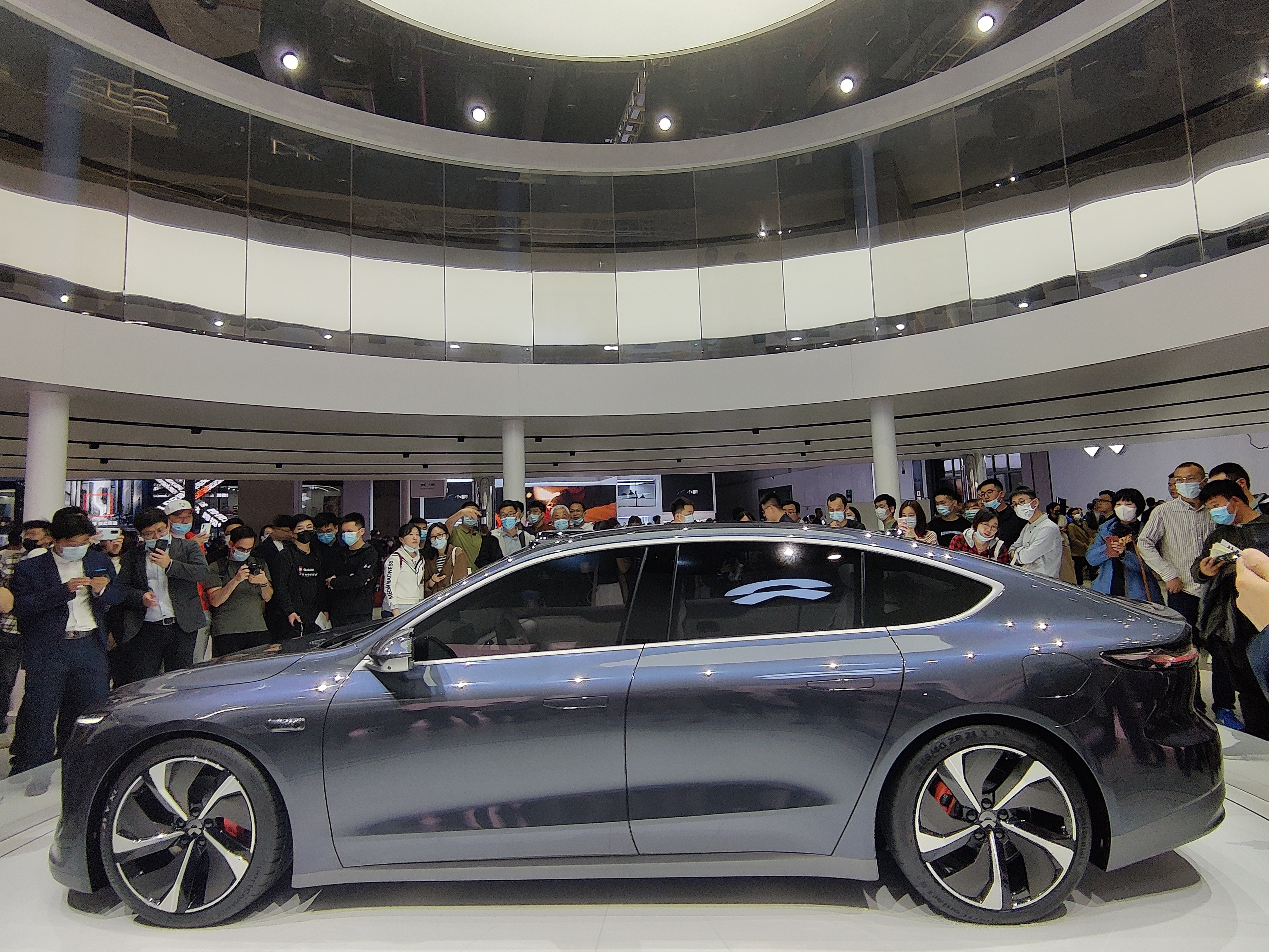
NIo ET7, Auto Shanghai, 2021

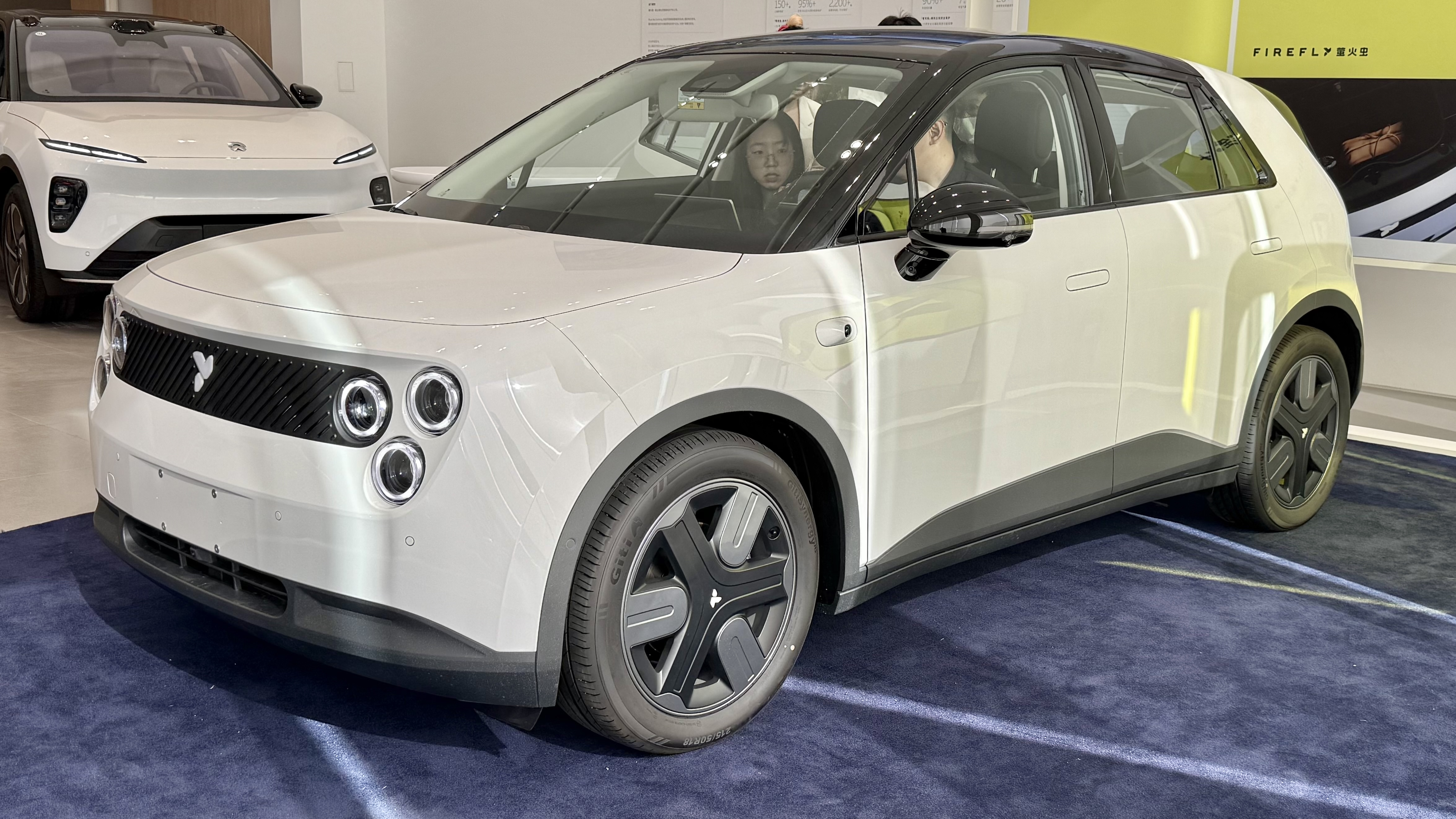
Firefly, 2025

## Preise und Auszeichnungen
2021 wurde der Nio ET7, Design Kris Tomasson, mit dem japanischen Good Design Award ausgezeichnet.